# بوناتية حزيمية
بوناتية حزيمية (الاسم العلمي: Bonnetia fasciculata) هي نوع من النباتات تتبع جنس البوناتية من فصيلة البوناتية.